# Verwaltungsgemeinschaft Lenting
Die Verwaltungsgemeinschaft Lenting im oberbayerischen Landkreis Eichstätt wurde im Zuge der Gemeindegebietsreform am 1. Mai 1978 gegründet. In ihr waren ursprünglich die Gemeinden Hepberg, Lenting, Stammham und Wettstetten zusammengeschlossen.
Durch Artikel 3 Absatz 2 des Gesetzes über die Änderung der Zugehörigkeit von Gemeinden zu Verwaltungsgemeinschaften wurden die Gemeinden Stammham und Wettstetten zum 1. Januar 1980 aus der Körperschaft entlassen. Mit Wirkung ab 1. Januar 1994 wurde die Gemeinschaft ganz aufgelöst, die Gemeinden Hepberg und Lenting erhielten ebenfalls eigene Verwaltungen.
Sitz der Verwaltungsgemeinschaft war Lenting.